# Integral
 Ovo je glavno značenje pojma Integral. Za druga značenja pogledajte Integral (razdvojba).
Integral je ključna koncepcija više matematike, napose područja infinitezimalnog računa i matematičke analize. Ideju su integriranja oblikovali u kasnom sedamnaestom stoljeću Isaac Newton i Gottfried Wilhelm Leibniz. Skupa s konceptom derivacije, integral je postao osnovni alat infinitezimalnog računa, s brojnim primjenama u znanosti i inženjerstvu. Integriranje i deriviranje su povezani osnovnim stavkom integralnog računa. Pod kolokvijalnim pojmom "integral" podrazumijevaju se dva, u matematici bitno različita pojma - određeni i neodređeni integral.

## Određeni integral
Za danu funkciju f(x) realne varijable x i interval [a,b] na pravcu realnih brojeva, integral
{\displaystyle \int _{a}^{b}f(x)dx}
predstavlja površinu područja u xy-ravnini ograničenu grafom od f, x-osi, i okomitim pravcima x=a i x=b.

### Osnovna svojstva
- Po definiciji vrijedi:
  - {\displaystyle \int _{a}^{a}f(x)dx=0}
  - {\displaystyle \int _{a}^{b}f(x)dx=-\int _{b}^{a}f(x)dx}
- Vrijedi: {\displaystyle \int _{a}^{b}f(x)=\int _{a}^{c}f(x)dx+\int _{c}^{b}f(x),c\in [a,b]}
- Homogenost:

{\displaystyle \int _{a}^{b}c\cdot f(x)dx} = {\displaystyle c\cdot \int _{a}^{b}f(x)dx,c\in \mathbb {R} }
- Aditivnost:

{\displaystyle \int _{a}^{b}(f(x)+g(x))dx=\int _{a}^{b}f(x)dx+\int _{a}^{b}g(x)dx}
Homogenost i aditivnost zajedničkim imenom nazivamo linearnost (zbog veze s linearnim operatorima) pa možemo pisati:
{\displaystyle \int _{a}^{b}(\alpha f(x)+\beta g(x))dx=\alpha \int _{a}^{b}f(x)dx+\beta \int _{a}^{b}g(x)dx}
- Monotonost:

Ako je {\displaystyle f(x)\leq g(x),\forall x\in [a,b]} tada vrijedi {\displaystyle \int _{a}^{b}f(x)dx\leq \int _{a}^{b}g(x)dx}
- Određeni integral zadovoljava nejednakost trokuta:

{\displaystyle |\int _{a}^{b}f(x)dx|\leq \int _{a}^{b}|f(x)|dx}.

### Povijest nastanka
Jednu od prvih rigoroznih matematičkih definicija određenog integrala dao je Bernhard Riemann. Zasnovana je na postupku graničnih vrijednosti pravokutnih površina kojima se aproksimira površina između krivulje i x-osi, njezinim dijeljenjem (razdiobom, subdivizijom) u vertikalne pravokutne odsječke. Pri tome se promatraju dvije aproksimacije; aproksimacija površinama većima od tražene površine, te aproksimacija površinama manjima od tražene površine. Te se aproksimacije nazivaju gornjom i donjom integralnom (ili Darboux-ovom) sumom. Ako se smanjivanjem širine intervala nad kojima su konstruirane aproksimativne površine, na način da maksimalna širina intervala razdiobe teži ka nuli, dobije konačna granična vrijednost, te ako je ta granična vrijednost jednaka za gornju i donju integralnu sumu, kažemo da određeni integral postoji i poprima vrijednost tog graničnog izraza (limesa).
Počevši od devetnaestog stoljeća, pojavljuju se složenije oznake integriranja, pri čemu se poopćuje tip funkcije i domena integracije. Krivuljni integral je definiran za funkcije dvije ili tri varijable, i interval integracije [a,b] je zamijenjen određenim krivuljama koje spajaju dvije točke ravnine ili prostora. U plošnom integralu, krivulja je zamijenjena dijelom plohe trodimenzionalnog prostora.
Integrali diferencijalnih formi igraju fundamentalnu ulogu u suvremenoj diferencijalnoj geometriji. Ova su poopćenja integrala prvotno iznikla iz potreba fizike, i igraju značajnu ulogu u oblikovanju fizikalnih zakona, napose u elektrodinamici. Apstraktnu matematičku teoriju poznatu kao Lebesque integracija je razvio Henri Lebesgue.

## Neodređeni integral
Neodređeni integral, u oznaci 
{\displaystyle \int f(x)dx}
predstavlja potpuno drugi pojam. Njime označavamo "antiderivaciju", tj. ako s {\displaystyle F(x)} označimo {\displaystyle F(x)=\int f(x)dx}, tada je {\displaystyle F'(x)=f(x)}. Funkcija F(x) naziva se "primitivnom funkcijom" funkcije f(x), ili njenom "antiderivacijom". Smisao tog matematičkog pojma je, za zadanu funkciju (f(x)) odrediti funkciju (F(x)) koja deriviranjem daje početnu funkciju.
Na primjer, ako je {\displaystyle f(x)=2x}, tj. ako pokušamo odrediti {\displaystyle \int 2x\,dx}, lako je vidjeti da je {\displaystyle F(x)=x^{2}}, budući je derivacija od {\displaystyle x^{2}} upravo {\displaystyle 2x}. No to nije jedina takva funkcija! Izraz {\displaystyle 2x} možemo također dobiti deriviranjem izraza {\displaystyle x^{2}+1}, {\displaystyle x^{2}-10} ili npr. {\displaystyle x^{2}+100}. 
Lako se vidi da se svake dvije antiderivacije razlikuju za konstantu, tj. vrijedi ako su F(x) i G(x) dvije antiderivacije funkcije f(x) da je tada F(x) = G(x) + C, gdje je C neki realan broj. Zbog toga se u općem zapisu antiderivacije prilikom rješavanja neodređenih integrala u rješenju pojavljuje zapis "+C". 
Antiderivacije za osnovne funkcije obično se navode u tablici osnovnih (neodređenih) integrala.

## Osnovni teorem integralnog računa
Osnovni teorem integralnog računa (eng. Fundamental theorem of calculus), koji se često, po tvorcima, naziva i Newton-Leibnitzovom formulom, daje nam vezu određenog i neodređenog integrala. Njime je dokazano da se vrijednost određenog integrala (dakle, površina) može računati pomoću neodređenog integrala (dakle, antiderivacije) po formuli:
{\displaystyle \int _{a}^{b}\!f(x)\,dx=F(b)-F(a)\,}
gdje je {\displaystyle F(x)} primitivna funkcija (antiderivacija) funkcije {\displaystyle f(x)}.
To se lako može izvesti. Neka imamo derivabilnu realnu funkciju {\displaystyle F(x)} i neka je njezina derivacija {\displaystyle F'(x):=f(x).} Predočimo funkciju {\displaystyle f(x)} u Kartezijevoj ravnini i odaberimo neki interval na apscisi, {\displaystyle [a,b],a\neq b.} Sada zamislimo da smo taj segment {\displaystyle [a,b]} podijelili na {\displaystyle n\in \mathbb {N} } jednakih dijelova od kojih je svaki dugačak {\displaystyle h=dx.} (pomaže vizualizirati da je {\displaystyle n} konačan, ali dovoljno veliki broj). Kada {\displaystyle n\rightarrow \infty } možemo napraviti sljedeće. Redom ćemo vrijednosti {\displaystyle f(a),f(a+dx),...,f(b)} pomnožiti s {\displaystyle h,} što usput odgovara pronalaženju površine ispod {\displaystyle f(x)} na intervalu {\displaystyle [a,b]} jer možemo zamisliti da dijelimo površinu na sve više pseudopravokutnika kojemu je površina približno jednaka umnošku brojeva {\displaystyle h} i dužine (primjerice) lijeve stranice tog pseudopravokutnika. Kako je {\displaystyle f(x)} derivacija funkcije {\displaystyle F(x)} vrijedi da je za neki {\displaystyle x} iz domene funkcije {\displaystyle f(x)} njezina izlazna vrijednost zapravo {\displaystyle {\frac {F(x+dx)-F(x)}{dx}}.} Zato će se gore navedenim postupkom množenjem s {\displaystyle dx} i sumiranjem dobiti broj 
{\displaystyle F(a+dx)-F(a)+F(a+2dx)-F(a+dx)+...+F(b)-F(b-dx)} što je jednako {\displaystyle F(b)-F(a).}

## Metode integriranja
Za razliku od deriviranja, integriranje je puno složeniji postupak. Dok poznavanjem tablice derivacija elementarnih funkcija i pravila za deriviranje (zbroja, razlike, umnoška, kvocjenta i složene funkcije) možemo derivirati svaku funkciju, kod integriranja postupak nije tako jednostavan. Integriranje poznaje samo dva (elementarna) pravila:
- Pravilo za integriranje funkcije pomnožene skalarom

{\displaystyle \int A\cdot f(x)\,dx=A\cdot \int f(x)\,dx}
- Pravilo za integriranje zbroja i razlike funkcija

{\displaystyle \int (f(x)\pm g(x))\,dx=\int f(x)\,dx\pm \int g(x)\,dx}
Ne postoje pravila za integriranje umnoška, kvocjenta ili složene funkcije, a mnogi integrali su dokazano nerješivi pomoću elementarnih funkcija, poput integrala {\displaystyle \int e^{x^{2}}\,dx}. 
Tri osnovne metode koje koristimo za rješavanje integrala su:
- Metoda neposredne integracije
- Metoda supstitucije
- Metoda parcijalne integracije

Metoda neposredne integracije je metoda u kojoj je cilj podintegralnu funkciju f(x) zapisati na matematički ekvivalentan način, ali koji omogućuje integriranje pomoću tablice osnovnih integrala. Na primjer, ne postoji pravilo za integriranje umnoška {\displaystyle \int (x\cdot {\sqrt {x}})\,dx}, no ako podintegralnu funkciju zapišemo svođenjem izraza na zajedničku bazu x, {\displaystyle \int x^{\frac {3}{2}}\,dx}, integral rješavamo uz pomoć tablice osnovnih integrala. 
Metoda supstitucije je metoda kojom se dio ili cijela podintegralna funkcija zamijenila jednostavnijim izrazom. 
Metoda parcijalne integracije je metoda čija je osnovna formula izvedena iz formule za deriviranje umnoška. Smisao metode je, prema postupku opisanom formulom, dio podintegralne funkcije derivirati, a dio integrirati (otuda i naziv parcijalna integracija). Cilj je pažljivim odabirom metodu provesti kako bi se nakon upotrebe metode dobio jednostavniji oblik integrala

## Intuitivni pristup
Integriranje je suprotan postupak deriviranju, tj. kada učinimo ove radnje jednu za drugom, novisno o poretku (s pretpostavkom da je to moguće), dobivamo originalu funkciju. Integriranjem {\displaystyle f(x)}  tražimo površinu iznad ili ispod nje s obzirom na apscisu.
Da bismo razumjeli zašto je tome tako, ovdje navodimo intuitivni pristup ovome problemu. Neka imamo neprekidnu i derivabilnu funkciju {\displaystyle f(x).} Neka imamo funkciju {\displaystyle f'(x)} kojoj će očito ulazna vrijednost odgovarati ulaznoj vrijednosti {\displaystyle f(x)}, a izlazna nagibu sekante određenoj točkama na {\displaystyle f(x):} {\displaystyle A(x,f(x)),B(x+h,f(x+h)}. Kada {\displaystyle h\rightarrow 0} nagib sekante postaje nagib tangente na točku {\displaystyle A.} Drugim riječima, deriviravši {\displaystyle f(x),} dobili smo funkciju koja opisuje osjetljivost promjene izlazne vrijednosti u odnosu na promjenu ulazne koja se promijeni za izuzetno mali iznos, {\displaystyle h.}
Uzmimo sada za primjer s-t graf, tj. neka je {\displaystyle s(t)} funkcija puta o vremenu koji bilježimo pri neprekinutoj vožnji automobilom. Tu funkciju ćemo promatrati na intervalu {\displaystyle [0,k]} zamislimo da je {\displaystyle h} izuzetno malen, ali određen (fiksan) i takav da je {\displaystyle k} njegov prirodni višekratnik. Tada je očito {\displaystyle s(t)} rastuća funkcija. Deriviranjem te funkcije na intervalu {\displaystyle [0,k]} dobili smo funkciju {\displaystyle v(t)}, funkciju koja ima konačan broj ulaznih vrijednosti {\displaystyle [0,h,...,{\frac {k}{h}})} i koja za izlazne vrijednosti ima vrijednosti prosječnih brzina na intervalima funkcije {\displaystyle s(t)}: {\displaystyle [0,h],(h,2h],...({\frac {k}{h}}-h,{\frac {k}{h}}].} Time smo dobili konačan broj pravokutnih trapeza određenih vrhovima {\displaystyle V_{1}(nh,0),V_{2}(nh,v(nh),V_{3}((n+1)h,0),} {\displaystyle V_{4}((n+1)h,v((n+1)h),n\in \mathbb {N} .} Kako je {\displaystyle h} vrlo malen, površina trapeza gotovo je jednaka površini pravokutnika {\displaystyle h\cdot v(nh).}
Uočimo da se sada površina (aproksimalno) može izračunati zbrajanjem površina svih pravokutnika: S = {\displaystyle h\cdot v(0)+h\cdot v(h)+h\cdot v(2h)+...+h\cdot v({\frac {k}{h}}).} Ključan korak je u tome da je zapravo svaki taj umnožak, odnosno površina, jednaka {\displaystyle h\cdot v(nh)} promjeni puta (jer je {\displaystyle h\cdot v(nh)={\frac {s_{nh}-s_{(n-1)h}}{h}}=s_{nh}-s_{(n-1)h}}) na intervalu {\displaystyle ((n-1)h,nh].} Dakle, {\displaystyle S} je zapravo jednak cjelokupno prijeđenom putu za vrijeme {\displaystyle t=k.}
Neka je sada {\displaystyle P(t)} funkcija koja na gore pojašnjeni način opisuje površinu ispod grafa funkcije {\displaystyle v(t).} Tada kažemo da smo integrirali {\displaystyle v(t).} Zbog gore navednog argumenta zaključujujemo da zapravo {\displaystyle P(t)} opisuje prijeđeni put za neko vrijeme {\displaystyle t,} odnosno {\displaystyle P(t)=s(t).} Za {\displaystyle h\rightarrow 0} greška u računanju je zanemariva. 
Ako je pak redoslijed obrnut, tj. prvo integriramo {\displaystyle f(x)}, možemo zamisliti da je {\displaystyle f(x)} derivacija neke funkcije što nas vraća na prethodni slučaj.
Dakle, integriranje i deriviranje iste funkcije su suprotni procesi.

## Nepravi integral
Nepravi integral je proširenje koncepta integrala na poluotvorene segmente ili na interval {\displaystyle (a,b)}, s tim da rubna točka b može biti beskonačna i funkcija u okolini točke b može biti neograničena.
Promotrimo funkciju {\displaystyle x\mapsto e^{-x}}. Pomoću nepravog integrala možemo i skupu ispod grafa te funkcije, i iznad osi x, na {\displaystyle [0,+\infty )} dodijeliti njegovu površinu i to na ovaj način:
{\displaystyle \int _{0}^{+\infty }e^{-x}dx=\lim _{B\to +\infty }\int _{0}^{B}e^{-x}dx.}
U tom slučaju napisani limes se naziva nepravim integralom. Ako postoji taj limes onda se kaže da integral konvergira. Obično se u literaturi nepravi integral zapisuje isto kao i običan integral, pa čitatelj treba ispitivanjem podintegralne funkcije i granica integracije utvrditi o kojem je integralu riječ.